# Susanna von Oberburg
Susanna von Oberburg (slowenisch Suzana Gornjegrajska; * um 1530; † 1601) wird als Klarissin mit Sympathien für den Protestantismus bezeichnet. Sie entstammt einem Adelsgeschlecht, dessen Güter und Schlösser an der Poik (Pivka) im Innerkrain (Notranjska) lagen.

## Sympathien für den Protestantismus
Susanna, die später als Äbtissin des Klarissinnenklosters in Minkendorf (Mekinje) einiges Aufsehen erregte, war Tochter Heinrichs von Oberburg und Annas, einer geborenen von Ritschan. Nach der Mutter war sie mit den Gallenberg verwandt, die zwar Erbvogtherren des bei Stain (Kamnik) in Oberkrain gelegenen Klosters Minkendorf, damals aber bereits glühende Anhänger des Protestantismus waren. 
Sie wurde, nachdem sie in Minkendorf schon mehrere Jahre Nonne gewesen war, auf Initiative ihres Verwandten, des Landesverordneten und des amtierenden Erbvogts des Klosters, Johann Jobst von Gallenberg, im Jahre 1583 zur Äbtissin gewählt. Schon bald nach ihrer Wahl zur Äbtissin wirtschaftete und handelte sie eigenmächtig. Um das Jahr 1590 trat bei ihr der Einfluss des Protestantismus deutlich zu Tage. Sie begann lutherische Bücher zu lesen, zu sammeln und abzuschreiben und sie übergab Jobst Jakob von Gallenberg „zum Nutzen Gottes und des Klosters“ neben einigen anderen Dingen auch 3000 Gulden aus der Klosterkasse, obwohl sie wusste, dass Gallenberg Lutheraner war. Neben den lutherischen Texten schrieb sie auch Marienlieder, abergläubische Sprüche und Beschwörungen ab. Daneben verrichtete sie allerlei seltsame Frömmeleien und Glaubensgebote und schmückte sich mit geheimnisvollen Zauber- und Hexenzeichen. 

### Denunziation wegen Begünstigung des Protestantismus
Im Jahre 1590 wurde Susanna wegen ihrer Geisteshaltung vom Archidiakon Polydor von Montagnana bei der Kirchenleitung von Aquileja (slow.: Oglej) denunziert. Die Kirchenleitung fürchtete jedoch weniger Susannas Geisteshaltung als vielmehr die Möglichkeit, der einflussreiche und mächtige Gallenberg könne sich mit dem Einverständnis der Äbtissin und unter dem Vorwand, ein Nachkomme des Klosterstifters zu sein, des klösterlichen Vermögens bemächtigen. Der Patriarch von Aquilieja beauftragte jedenfalls erst im August 1592 Montagnana mit der Durchführung einer Voruntersuchung. Da sich Susanna jedoch weigerte, den Ratschlag Montagnanas zu befolgen und zu demissionieren wurde im November des gleichen Jahres eine weitere Untersuchung unter dem Vorsitz des Sitticher (Stična) Abtes, Laurenz Suppan angeordnet.

### Untersuchung und Anklage
Man beschuldigte Susanna folgender Vergehen:
- 1. Lutherische Bücher und Schriften im Kloster aufzubewahren,
- 2. Lutherischen Verwandten und Adeligen Einlass ins Kloster zu gewähren, die geistliche Angelegenheiten verhöhnten,
- 3. Selbst von ihnen eingeladen zu werden und
- 4. Mit ihnen an gebotenen Fasttagen Fleisch zu essen.

Bei der Untersuchung wurden folgende lutherische Schriften vorgelegt: „Das Vaterunser, kurz und ausführlich ausgelegt und in Gesang gebracht durch Dr. Martin Luther“, „Ein schön geistlich Lied“, „Ein anderes geistlich Lied“, „St. Jakobs Lied“, „Ein schön geistlich Lied ... von sieben Worten Christi“, „Ein schön ander geistlich Lied“, „Ein anderes Lied, (´Kommt her`)“, „Ein schön und neu geistlich Liedlein“, „Das Lied Maria zart“, „Ein tröstlich Lied“.

### Ergebnis der Untersuchung
Der Patriarch Francesco Barbaro entschied nach Beendigung der Untersuchung, Susanna als Äbtissin abzusetzen und eine Nachfolgerin zu wählen. Diese Entscheidung gab Montagnana am 22. April 1593 in Minkendorf offiziell bekannt. Aber Susanna scheint einflussreiche Verbündete gehabt zu haben. Denn schon am 4. April 1593 richteten ihre beiden Neffen Andreas Bernhardin und Franz Georg von Oberburg sowie Andreas Paradeiser an den Patriarchen ein Schreiben. Dort führten sie Beschwerde gegen Polydor von Montagnana, den sie als einen öffentlichen concubinarius von schlechtem Lebenswandel und Gewissen bezeichneten. Susanna sei eine Katholikin, die täglich Messe höre und Breviere lese. Ein weiterer Brief folgte am 5. Juni, in dem die genannten Beschwerdeführer sowie ferner Jakob von Purgstall, Wolfgang della Tore, Ludovico a Turri und Jakob von Lamberg die Bitte äußerten, mit dieser Angelegenheit den Abt von Sittich und Scaraborsa, den Archidiakon von Görz und Kapitän von Gradisca (slow.: Gradiška) zu beauftragen. Hilfe versprach auch der Pfarrer von Celje/Cilli, Andreas Nepokoj.

### Erneute Untersuchung
Der Patriarch wollte sich schließlich selbst ein Bild von der Angelegenheit machen und kam am 15. Oktober 1593 in Begleitung Montagnanas und des Laibacher Propstes Freudenschuß selbst nach Minkendorf. Aufgrund der Untersuchungsergebnisse ließ der Patriarch Susanna in einem geschlossenen Wagen ins Kloster Michelstetten verbringen und ihre Habe einziehen. Doch die Äbtissin von Michelstetten schickte Susanna schon im September 1594 wieder zurück, mit der Begründung sie würde die Klosterschwestern aufwiegeln, außerdem sei das Kloster nicht in der Lage, Susannas Lebensunterhalt zu finanzieren.

## Letzte Jahre
Zunächst lebte Susanna in Stain (Kamnik), wo sie von ihren Verwandten und anderen Menschen unterstützt wurde. Schließlich setzte sich Erzherzog Ferdinand für sie ein, der ein entsprechendes Schreiben, datiert vom 28. Oktober 1594, an den Patriarchen richtete, man möge sie doch nach Minkendorf zurückkehren lassen, damit sie nicht aus Gram doch noch Lutheranerin würde. Sie konnte nach Minkendorf zurückkehren, verleitete dort aber sofort die Mitschwestern zum Ungehorsam gegen die neue Äbtissin. Außerdem forderte sie ein eigenes Zimmer und die Rückzahlung ihrer Schulden. Als ihr Name im Jahre 1600 (nach anderen 1601) zum letzten Mal aufscheint war sie im Kloster in einer Zelle eingesperrt.

## Würdigung
Susanna war von 1583 bis 1593 Äbtissin und dürfte das Amt an die zehn Jahre lang pflichtbewusst und zufriedenstellend verwaltet haben, bis man ihr die genannten Verfehlungen vorwarf. 
Susanna von Oberburg gilt neben Ursula Zeirer als die markanteste Vertreterin unter den Klosterfrauen des 16. Jahrhunderts in Krain, die offensichtliche Sympathien für den evangelischen Glauben zeigten. Vermutlich wäre sie eine entschiedene Lutheranerin geworden, hätte ihr die kirchliche Obrigkeit nicht die materiellen Grundlagen entzogen. Es ist unklar, warum sie sich auf einer ihrer Broschüren mit Susanna Vantuzzin unterschrieb.

## Genealogie
Christoph, lebte um 1500; ⚭ Margaretha von Scheyer, sie lebte noch 1543
Sohn:
Heinrich, ⚭ um 1520 mit Anna Ritschan
Kinder des Heinrich und der Anna:
1. Kaspar, * um 1522, starb ledig
2. Katharina,  * um 1524, ⚭ I. Johann Krottendorfer, ⚭ II. Martin Puchmayeritsch, ⚭ III. Adam Tiliz
3. Susanna, * um 1530, † um 1600, Äbtissin zu Minkendorf
4. Clara, * um 1532, ⚭ Ambrosius Raab
5. Melchior,  * um 1523, er setzte die Stammreihe fort, siehe Andree Bernhardin von Oberburg
6. Elisabeth,  * um 1534, ⚭ I. Kaspar Presinger, ⚭ II. Blasius Kleinberger
7. Christoph, * um 1536, Hauptmann zu Juvanitsch (Juvanić), keine Kinder
8. Balthasar,  * um 1538, 1572 Hauptmann zu Juvanitsch, ⚭ I. NN. Sauer zum Kossiak, ⚭ II. Philippa (Polixena?) von Neuhaus

Kinder des Balthasar:
1. Balthasar, fiel im Türkenkrieg bei Petrinja
2. Margaretha, ledig,
3. Magdalena, ⚭ I. 8. Februar 1581 Matthias Pitsch, ⚭ II. Anton de Leo, lebte noch um 1609